# NGC 4372
NGC 4372 is een bolvormige sterrenhoop in het sterrenbeeld Vlieg. Het hemelobject werd op 30 april 1826 ontdekt door de Schotse astronoom James Dunlop. NGC 4372 staat pal zuidelijk van de langgerekte donkere stofwolk Sandqvist 149 die in 1986 de bijnaam Dark Doodad nebula heeft gekregen van de Amerikaanse amateur-astronoom Dennis di Cicco.

## HD 107947
HD 107947, een voorgrondster van visuele magnitude 6.8, kan als hulpmiddel fungeren om deze uiterst lichtzwakke bolvormige sterrenhoop op te sporen.

## Synoniemen
- GCL 19
- ESO 64-SC6